# Football Manager 2023
Football Manager 2023 (abreviado como FM23) é um jogo eletrônico de simulação de gerenciamento de clubes de futebol desenvolvido pela Sports Interactive como parte de sua série Football Manager.
Lançado dia 8 de novembro de 2022, com acesso antecipado duas semanas antes. A versão console do Football Manager 2023, intitulado Xbox Edition no Football Manager 2022, estará disponível nos consoles Xbox e PlayStation; O Football Manager 2023 Mobile está disponível em dispositivos Android e iOS; e Football Manager 2023 Touch está disponível no Nintendo Switch e no Apple Arcade.
O jogo está indisponível oficialmente na região brasileira desde o Football Manager 2017 devido a problemas de licenciamento, algo que se tornou comum em jogos de futebol no Brasil devido a Lei Pelé.

## Características
Ao contrário dos jogos anteriores da série, o FM23 licenciou as competições de clubes da UEFA. Como parte do acordo de licenciamento, a UEFA Women's Champions League vai estrear numa versão futura do jogo. A embalagem foi melhorada para reduzir sua pegada de carbono em 53%.
O jogo é muito lembrado pelo seu completo gerenciamento de clubes, alguns técnicos e jogadores o jogam, como José Mourinho, Antoine Griezmann e Paul Pogba. Além do atual técnico do Reims que se tornou treinador apenas por amar o jogo, Will Still.